# Battaglia del Ponte
La battaglia del Ponte (in arabo موقعة الجسر‎?, Mawqaʿat al-Jisr) venne combattuta nel 634 tra gli arabi musulmani condotti da Abū ʿUbayd b. Masʿūd al-Thaqafī e l'esercito persiano sasanide condotto da Bahman Jādhūyeh. I Sasanidi furono vittoriosi.
I musulmani, guidati dal generale Abū ʿUbayd, avevano ottenuto vari successi iniziali contro i Persiani (Dhāt al-Salāsil, ad al-Madhāra e Ullays). In risposta, i Persiani mandarono contro di loro un esercito condotto dall'esperto generale Bahman, che si diresse verso al-Hira. L'esercito si accampò a Quss al-Nāṭif, sulla sponda orientale dell'Eufrate.
Quando Abū ʿUbayd b. Masʿūd seppe dei movimenti dei Persiani, se ne andò con il suo esercito da Hira e si accampò con 9 000 uomini sulla sponda occidentale dell'Eufrate presso il villaggio di Marawha. Nonostante il suo consigliere Salīṭ b. Qays gli avesse sconsigliato di fare ciò, Abū ʿUbayd ordinò di costruire un ponte di barche, in modo da attraversare il fiume. I musulmani attraversarono così l'Eufrate la mattina del 28 novembre 634.
Quando cominciò la battaglia, la cavalleria musulmana inizialmente avanzò ma, quando comparvero gli elefanti da guerra dell'esercito persiano, si terrorizzarono e si sbandarono. I Persiani avanzarono, e si dice che ad uccidere Abū ʿUbayd b. Masʿūd fosse un elefante, mentre migliaia di musulmani venivano massacrati. Quando l'esercito musulmano in ritirata arrivò nell'altra sponda dell'Eufrate, esso si trovò ridotto a soli 3 000 uomini. Dato che all'inizio della battaglia l'esercito musulmano era costituito da 9 000, nella battaglia oltre 6 000 uomini morirono o disertarono. Di questi 6 000 soldati mancanti all'appello, 2 000 caddero in battaglia, altri 2 000 annegarono, e altri 2 000 fuggirono a Medina o in altre zone.
Al-Muthanna ibn Haritha, che guidava la metà degli effettivi musulmani portati a suo tempo in Iraq da Khalid ibn al-Walid, temeva che i Persiani inseguissero gli Arabi attraversando l'Eufrate ma in quel momento critico ci fu una rivolta contro Rustam nella capitale persiana e Rustam richiamò Bahman a Ctesifonte per sedare la rivolta.